# Industriepark Höchst
Industriepark Höchst is een 4 km² groot industrieterrein van het voormalige chemische bedrijf Hoechst AG en een van de grootste industrieterreinen in Duitsland. Het bevindt zich in de westelijk gelegen stadsdelen Höchst, Sindlingen en Schwanheim van Frankfurt am Main en in het noorden van buurgemente Kelsterbach.
Het industrieterrein is gelegen aan beide oevers van de rivier de Main. Twee bruggen, de Werksbrücke Mitte en de Werksbrücke West, verbinden het noordelijke en het zuidelijke deel van het terrein. Industriepark Höchst heeft een eigen postcode (65926), die oorspronkelijk in 1993 werd toegekend aan Hoechst AG.
Ongeveer 90 bedrijven, hoofdzakelijk actief op het gebied van farmaceutische producten, chemische stoffen, biotechnologie en diensten, zijn gevestigd op het industrieterrein. In totaal bevinden zich op het Industriepark Höchst meer dan 120 productie-installaties en ongeveer 800 laboratorium-en kantoorgebouwen. Enkele bekende bedrijven zijn AkzoNobel, Hewlett-Packard, Pfizer, Siemens en sanofi-aventis, het bedrijf waar Hoechst AG na verschillende fusies en overnames in op is gegaan.
Het Industriepark ligt ongeveer 6 kilometer van de luchthaven van Frankfurt. Ten noordoosten van het terrein ligt Station Frankfurt (Main) Höchst, dat vooral gericht is op regionale treinen en de S-Bahnen het op een na grootste station van de stad is. Daarnaast ligt aan het terrein zelf het S-Bahn- en treinstation Frankfurt (Main) Farbwerke. Beide stations liggen onder andere aan de spoorlijn Frankfurt - Limburg en de spoorlijn Frankfurt - Wiesbaden. Het industrieterrein beschikt verder over een eigen binnenhaven.
Sinds 2022 tanken brandstofceltreinen in het Höchst Industrial Park waterstof, dat daar als afvalproduct ontstaat.

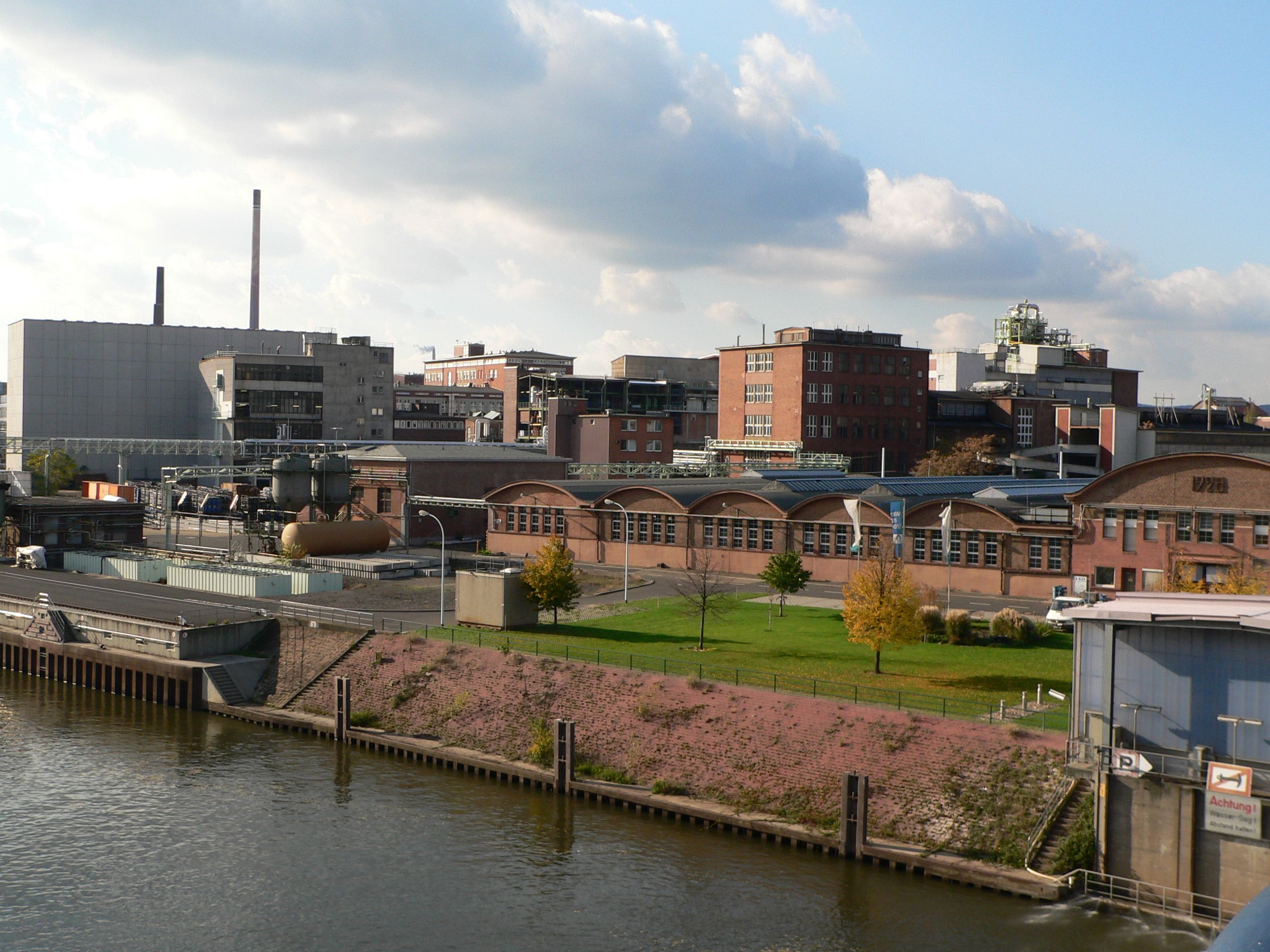
Industriepark Höchst, gezien vanaf de Leunabrücke
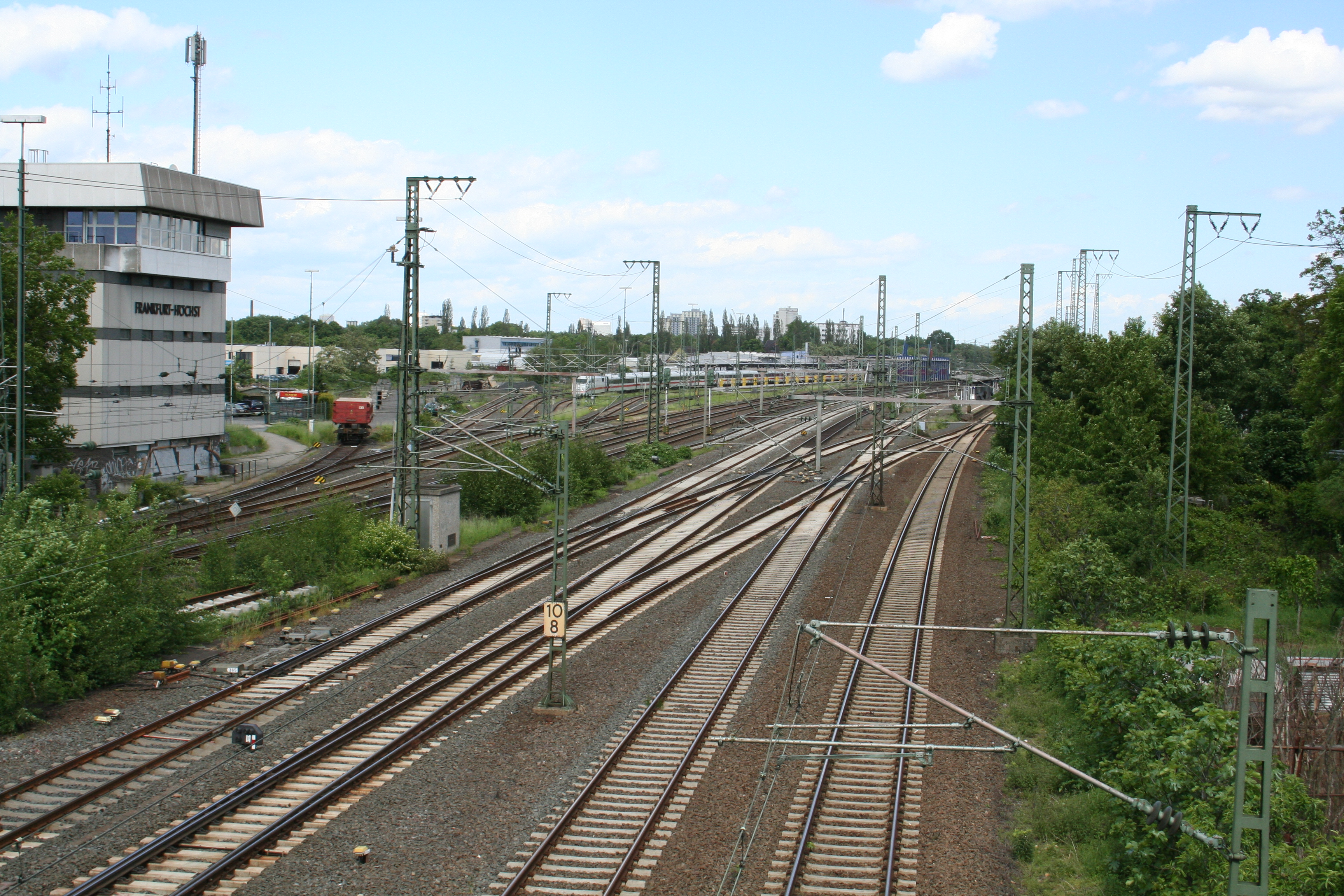
Station Frankfurt (Main) Farbwerke
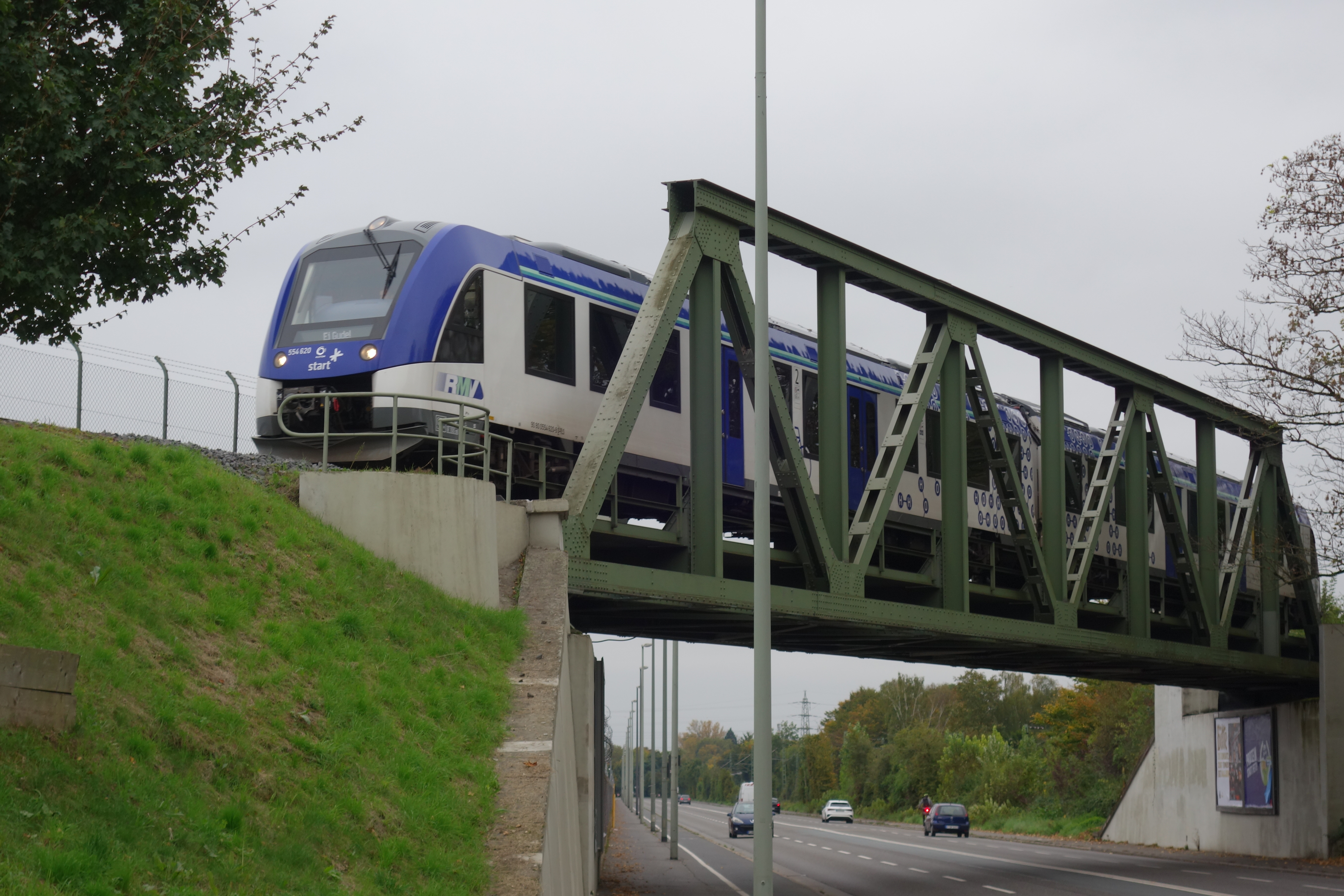
Waterstofvoertuig iLint op weg naar het waterstoftankstation in het Industriepark